# 1991 VJ4
1991 VJ4 är en asteroid i huvudbältet, som upptäcktes den 9 november 1991 av den japanske amatörastronomen Atsushi Sugie i Dynic-observatoriet.
Asteroiden har en diameter på ungefär 6 kilometer och den tillhör asteroidgruppen Vesta.